# Surveyor 2
Surveyor 2 (z ang. geodeta) – nieudana misja amerykańskiej, bezzałogowej sondy kosmicznej do badań Księżyca.

## Podstawowe wiadomości o misji
- Data startu: 20 września 1966 godz. 12:32 GMT, Przylądek Canaveral
- Planowany rejon lądowania: Sinus Medii (Zatoka Środkowa)
- Data nieudanego lądowania na Księżycu: 23 września 1966 godz. 03:18 GMT
- Rejon roztrzaskania się aparatu: ok. 250 km na płd.-wschód od  krateru Kopernika, koordynaty – 5°5'N, 15°1'W

## Plan przebiegu misji
Lądownik Surveyor 2 umieszczany był na szczycie rakiety klasy Atlas Centaur LV-3C. Po osiągnięciu orbity, odpalano ostatni człon rakiety, który nakierowywał próbnik na trajektorię lotu w kierunku Księżyca. Na wysokości ok. 3500 km następowało odseparowanie statku od wypalonego członu rakiety, po czym następowała pierwsza faza lądowania. Po osiągnięciu ok. 4 m nad powierzchnią, silniki wyhamowujące miały zostać automatycznie wyłączone, a pojazd miał swobodnie opaść na powierzchnię. Niemobilny próbnik miał za zadanie wykonać przede wszystkim zdjęcia miejsca lądowania.

## Konstrukcja próbnika
Konstruktorem statków serii Surveyor była firma Hughes Aircraft. Masa lądownika Surveyor 2 wynosiła 292 kg. Wysokość pojazdu mającego wylądować na Księżycu wynosiła 3,3 m, średnica zaś 4,5 m. Konstrukcja statku opierała się na aluminiowym szkielecie, do którego przymocowane były różne urządzenia naukowe (m.in. kamera pokładowa). Na szczycie szkieletu znajdowały się 2 panele baterii słonecznych o łącznej powierzchni 3 m². Moc tych paneli to 85 watów. Jednak wraz z główną, nieładowalną baterią, pojazd dysponował mocą aż 4096 watów. Pojazd posiadał jedną płaską antenę i dwie małe anteny kierunkowe, a także radar pokładowy. Z uwagi na swoje zastosowanie, pojazd wyposażony został w silniczki wyhamowujące podczas lądowania, które automatycznie miały wyłączać się na wysokości 3,5 metra nad powierzchnią Księżyca.

## Przebieg misji

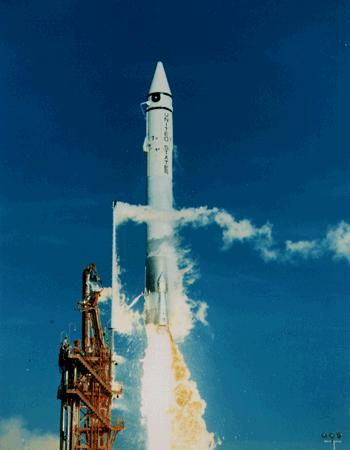
Start rakiety Atlas Centaur LV-3C z sondą Surveyor 2 na pokładzie

Po ogromnym sukcesie Surveyora 1, amerykańscy naukowcy z dużym entuzjazmem podeszli do kolejnej misji bezzałogowego lądownika programu Surveyor. Tym razem celem aparatu miała być Sinus Medii (Zatoka Środkowa), czyli środek widocznej z Ziemi półkuli Księżyca. Próbnik o identycznym wyposażeniu jak Surveyor 1 miał wylądować tam w pobliżu równika. Oprócz podstawowego zadania, czyli sporządzenia szerokiej dokumentacji fotograficznej, zadaniem próbnika miał być pomiar temperatur przyrządów sondy na silnie oświetlonej powierzchni księżycowej, co miało dać obraz temperatur gruntu. Ponadto, już po wylądowaniu planowano przeprowadzić test erozyjny poprzez odpalenie na bardzo krótki moment jednego z silniczków manewrowych.
Umieszczenie próbnika na orbicie okołoziemskiej dnia 20 września 1966 przebiegło bezproblemowo, również pierwsza faza lotu w kierunku Srebrnego Globu odbyła się bez najmniejszych zakłóceń. Dopiero w dniu 22 września 1966 kiedy kontrolerzy lotu wydali sondzie komendę ostatecznego naprowadzenia na wyznaczone koordynaty, zawiódł jeden z silników manewrowych. Praca pozostałych, działających silników spowodowała, że sonda wpadła w niekontrolowany ruch wirowy (0,85/sek). Kontrolerzy natychmiast wysłali w kierunku Surveyora 2 serie rozkazów mających wyłączyć pozostałe silniki, po czym powtórnie włączyć wszystkie. Niestety, wadliwy silnik powtórnie nie zadziałał, a sonda w dalszym ciągu nie miała orientacji w przestrzeni kosmicznej. Podobne próby zdążono przeprowadzić jeszcze kilka razy, ale było już wiadome, że lądownik spisany jest na straty. Problemy zaczęły postępować i dokładnie o godzinie 9:35 GMT stracono z próbnikiem łączność.
W wyniku perturbacji, lądownik zboczył z planowanego kursu o przeszło 200 km i ostatecznie 23 września o godzinie 03:18 GMT roztrzaskał się o powierzchnię Księżyca ok. 120 km na południowy wschód od krateru Kopernika, czyli mniej więcej w 1/3 odległości pomiędzy tym kraterem a Zatoką Środkową.

## Efekty misji
Surveyor 2 miał kontynuować zadanie poprzednika i zrealizować dokładną dokumentację fotograficzną innego, wybranego wcześniej miejsca lądowania, do czego nie doszło wskutek opisanych wad technicznych w budowie napędu. Fiasko misji zmusiło konstruktorów do przeprowadzenia dużo bardziej szczegółowych testów konstrukcji, w tym przede wszystkim układu napędowego sondy. Spowodowało to poważne opóźnienie w realizacji programu, wynoszące przeszło pół roku.